# Карано
Кара̀но (на италиански: Carano, на местен диалект: Caràn, Каран) е село и община в Северна Италия, автономна провинция Тренто, автономен регион Трентино-Южен Тирол. Разположено е на 1086 m надморска височина. Населението на общината е 1100 души (към 2018 г.).